# Lijst van voetbalinterlands Azerbeidzjan - Zweden (vrouwen)
Deze lijst van voetbalinterlands is een overzicht van alle officiële voetbalinterlands tussen de nationale vrouwenteams van Azerbeidzjan en Zweden. De landen hebben tot nu toe twee keer tegen elkaar gespeeld.

## Wedstrijden
| № | Plaats   | Datum           | Competitie           | Wedstrijd             | Uitslag |
| - | -------- | --------------- | -------------------- | --------------------- | ------- |
| 1 | Bakoe    | 24 oktober 2009 | WK 2011 kwalificatie | Azerbeidzjan − Zweden | 0 − 3   |
| 2 | Göteborg | 23 juni 2010    | WK 2011 kwalificatie | Zweden − Azerbeidzjan | 17 − 0  |

## Samenvatting
| Competitie      | Totaal gespeeld | Winst Azerbeidzjan | Gelijk | Winst Zweden | Doelsaldo Azerbeidzjan – Zweden |
| --------------- | --------------- | ------------------ | ------ | ------------ | ------------------------------- |
| WK-kwalificatie | 2               | 0                  | 0      | 2            | 0 − 20                          |
| Totaal          | 2               | 0                  | 0      | 2            | 0 − 20                          |